# Juni 2025
Dit artikel geeft een chronologisch overzicht van de belangrijkste gebeurtenissen per dag in de maand juni van het jaar 2025.

## Gebeurtenissen

### 1 juni
- De Oekraïense veiligheidsdienst SBU smokkelt met een actie genaamd Operatie Spinnenweb tientallen drones tot diep in Rusland. Met de drones worden bomaanvallen op verschillende Russische luchtmachtbases uitgevoerd.
- De conservatieve presidentskandidaat Karol Nawrocki wint de Poolse presidentsverkiezingen van de liberale kandidaat en burgemeester van Warschau Rafał Trzaskowski.[1]

### 3 juni
- Geert Wilders besluit met zijn partij de PVV uit de coalitie te stappen. Daardoor valt later op de dag ook het kabinet-Schoof.

### 10 juni
- Op een middelbare school in de Oostenrijkse stad Graz schiet een 21-jarige oud-leerling tien mensen dood en slaat daarna de hand aan zichzelf. Ook vallen er elf gewonden.[2]

### 12 juni
- Vlucht 171 van Air India, uitgevoerd met een Boeing 787-8 Dreamliner, verongelukt in bewoond gebied op een studentenresidentie van het BJ Medical College, vlak na vertrek van de luchthaven in de westelijke stad Ahmedabad. Het toestel was op weg naar London Gatwick Airport. Er waren 242 mensen aan boord, van wie er één de ramp overleeft (een man van 40).[3]

### 13 juni
- Het Israëlische leger voert 's nachts een reeks luchtaanvallen uit op Iran, met als voornaamste doelwitten de kerninstallaties en de Iraanse legertop. Onder meer Hossein Salami, de leider van de Iraanse Revolutionaire Garde, komt om het leven. Iran reageert in eerste instantie met een tegenaanval op Israël met 100 drones.

### 21 juni
- In de Braziliaanse plaats Praia Grande (Santa Catarina) vallen zeker acht doden en dertien gewonden door een ongeluk met een luchtballon. Het is het tweede dodelijke luchtballon-ongeluk in Brazilië binnen een week.[4][5]

### 22 juni
- Acht dagen nadat Israël een oorlog met Iran is begonnen, voeren ook de Verenigde Staten nu luchtaanvallen uit op Iran. Amerikaanse B2-bommenwerpers vallen de ondergrondse uraniumverrijkingsinstallatie van Fordo en de nucleaire complexen van Natanz en Isfahan aan.[6]
- Alle NAVO-lidstaten stemmen in met een ontwerptekst voor een afspraak om op termijn de uitgaven van elk land afzonderlijk voor defensie te verhogen tot 5% van het bruto binnenlands product. De Amerikaanse president Donald Trump had om deze verhoging gevraagd.[7]
- Bij een aanslag op de Mar Eliaskerk in Damascus worden ten minste 25 mensen gedood en 63 verwond.[8]
- In het Franse dorp Goult vallen tijdens een schietpartij op een trouwfeest twee doden. Een van de doden is de bruid. De andere is een van de vier schutters, hij wordt door de trouwauto overreden.[9]

### 23 juni
- Drie Georgische oppositieleiders, Zoerab Dzjaparidze (Girtsji – Meer Vrijheid), Mamoeka Chazaradze en Badri Dzjaparidze (beiden Lelo), worden veroordeeld tot een gevangenisstraf, nadat ze hadden geweigerd voor een parlementaire onderzoekscommissie te verschijnen. Deze commissie onderzoekt "misdaden" begaan onder de regering-Saakasjvili (2003-2012), met als oogmerk de Verenigde Nationale Beweging en al haar satellietpartijen te verbieden.[10]

### 24 juni
- Israël en Iran, die elkaar sinds 13 juni constant met luchtaanvallen bestoken, bereiken een akkoord tot wapenstilstand.[11]

### 25 juni
- Tijdens de NAVO-top in Den Haag sluiten de 32 NAVO-lidstaten unaniem een akkoord om tegen 2035 hun defensie-uitgaven te verhogen naar minstens vijf procent van het bbp.[12]

### 26 juni
- In Venetië begint het driedaagse huwelijk van Amazon-baas Jeff Bezos met zijn verloofde Lauren Sánchez. De festiviteiten stuiten op protesten.[13]

### 28 juni
- De dertigste editie van de Gay Pride Parade in Boedapest telt zo'n 200.000 deelnemers ondanks dat het evenement verboden is door de Hongaarse wetgeving.[14]

### 29 juni
- Na hun overwinning in 2023 winnen de Belgian Cats voor de tweede opeenvolgende keer het Europees kampioenschap basketbal vrouwen. In het Griekse Piraeus verslaan ze Spanje met 65-67.[15]

### 30 juni
- In Nederland ging op 30 juni om 10:00 uur het Nationaal Hitteplan van kracht.[16]

## Overleden
← · januari · februari · maart · april · mei · juni · juli · augustus · september · oktober · november · december ·  →